# Ҭ
Ҭ, ҭ или „Т с камшиче“ е буква от кирилицата. Обозначава придихателната беззвучна зъбна преградна съгласна /tʰ/. Използва в абхазкия език, където е 39-а буква от азбуката. Ҭ е разновидност на кирилската буква Т, на която е добавен десцендер (камшиче). Транслитерира се на латиница като t, ṭ, t’ или ţ, a в грузинския вариант на абхазката азбука – като ტ.
През 1862 година Пьотър Услар издава своята монография „Абхазский язык“, в която въвежда буквата Ҭ за обозначване на звука /tʰ/. През 1887 година при препечатването на монографията на Услар типографът М. Завадский променя формата ѝ като слага запетая над буквата Т. В началото на 20 век в азбуката на Преводаческия комитет вместо нея е въведена буквата Ꚋ. След 1954 година буквата Ҭ отново е включена в абхазката азбука в първоначалната ѝ форма, създадена от езиковеда Услар.